# Frédéric Maurice de La Tour d'Auvergne, vévoda bouillonský
Frédéric Maurice de La Tour d'Auvergne, vévoda bouillonský (22. října 1605, Sedan, Francie – 9. srpna 1652, Pontoise, Francie), byl kníže nezávislého Sedanského knížectví a generál ve francouzském královském vojsku.

## Životopis
Narodil se v Sedanu v Ardenách. Byl synem bouillonského vévody Henriho de La Tour d'Auvergne, vikomta z Turenne, a Alžběty Nasavské. Jeho bratrem byl slavný Turenne, Maršál Francie. Byl vychováván jako protestant-kalvinista a v Holandsku získal vojenské vzdělání, veden svými strýci Mořicem a Bedřichem Jindřichem Nasavsko-Oranžským.
Po smrti svého otce v roce 1623 se stal se vévodou z Bouillonu a knížetem ze Sedanu, Jametzu a Raucourtu (nyní francouzský departement Ardennes). V roce 1629 byl jmenován guvernérem Maastrichtu ve službách Spojených provincií. Roku 1634 se oženil s Eleonorou van Berg's-Heerenberg, pod jejímž vlivem konvertoval ke katolictví.
Roku 1635 vstoupil vévoda bouillonský do služeb krále Ludvíka XIII. a byl jmenován do funkce vysokého francouzského důstojníka zvané maréchal de camp (i.e. brigádní generál). Byl zbaven svých úřadů ve Spojených provinciích poté, co se roku 1637 zapojil do jednání se Španělskem (tehdy arcinepřítelem Spojených provincií).
Společně s hrabětem ze Soissons kul pikle proti Richelieuovi a s podporou španělských oddílů on a hrabě porazili roku 1641 francouzské královské vojsko vyslané proti nim v bitvě u La Marfée (nedaleko Sedanu).
Později (roku 1642) se králi Ludvíkovi XIII. a Richelieuovi podřídil a byl povýšen do hodnosti generálporučíka ve velení francouzské armádě v Itálii. Protože v tomtéž roce opět konspiroval proti Richelieuovi (s Cinq-Marsem), byl uvězněn v Casale a byl propuštěn až poté, co jeho žena pohrozila, že otevře Sedan Španělům. On zatím slíbil přiřknout strategická hraniční knížectví Sedan a Raucourt Francii.
V roce 1650 se připojil k Frondě a stal se spolu se svým bratrem Turennem jedním z jejích vůdců. Mazarin si jej naklonil zpět (1650) přislíbením vysokých úřadů a kompenzace za zabrání Sedanu a Raucourtu. Tato knížectví mu byla v roce 1651 vyměněna za vévodství Albret a Château-Thierry, hrabství Auvergne a Évreux a několik dalších zemí.
Zemřel v Pontoise poblíž Paříže roku 1652 a byl pohřben v Évreux.

## Děti

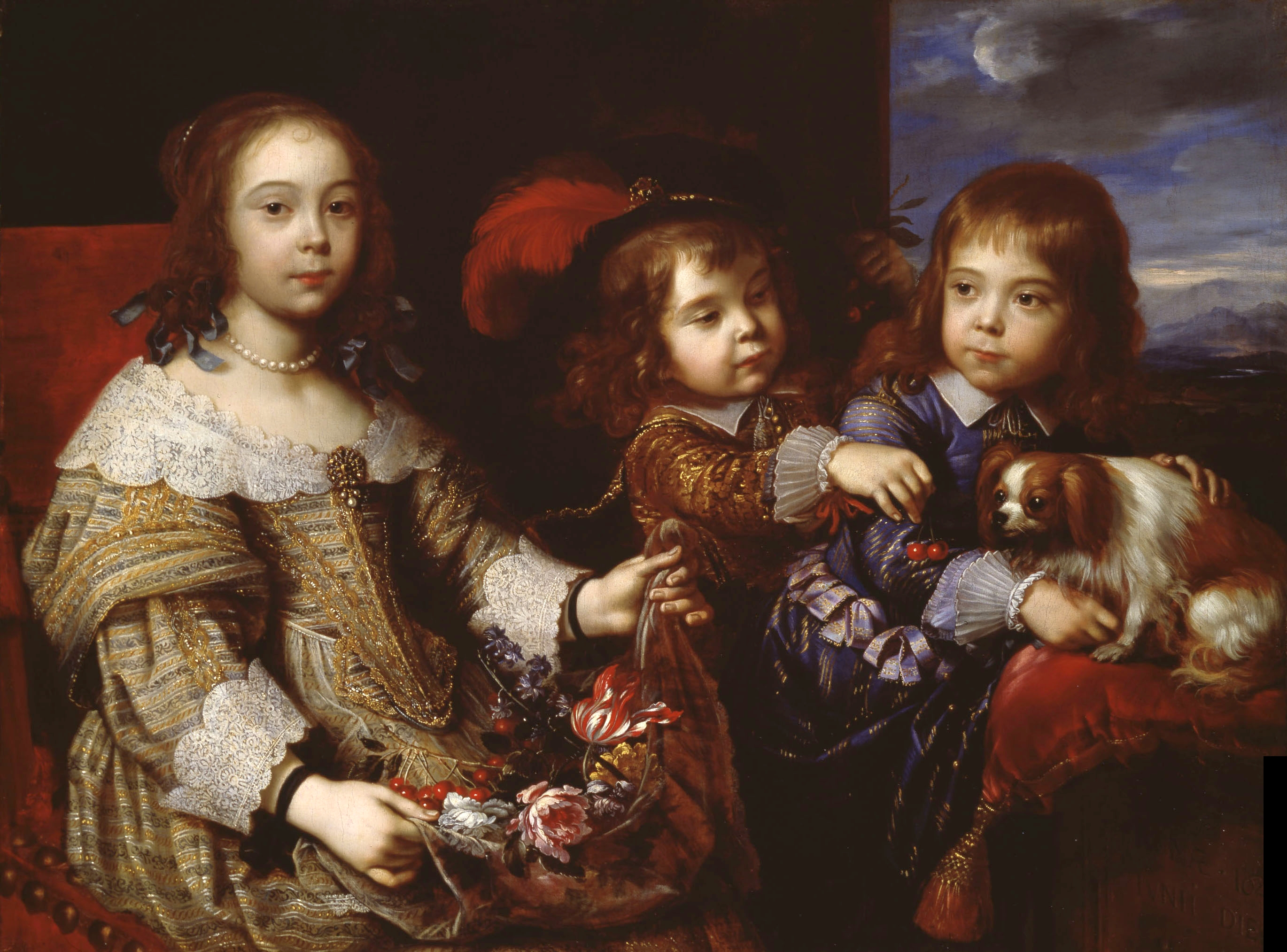
Tři nejstarší děti Frédérica Maurice (Pierre Mignard)

Frédéric Maurice měl pět synů a čtyři dcery. Synové byli tito:
- Godefroy Maurice, 3. vévoda bouillonský (1641–1721)
- Frédéric Maurice, hrabě z Auvergne (1642–1707) se oženil s princeznou Henriettou Françoisou von Hohenzollern-Hechingen, markýzou z Bergen-op-Zoom a měli 13 dětí; děd Marie Henrietty Leopoldiny de La Tour d'Auvergne, matky Karla Teodora, kurfiřta bavorského
- Emmanuel-Théodose, duc d'Albret (1643–1715)
- Constantin Ignace, duc de Château-Thierry (1646–1670)
- Henri Ignace, hrabě z Évreux (1650–1675)

Jeho dcera Élisabeth se vdala za Karla (vnuka legitimizované dcery Jindřicha IV. Navarrského) a měla potomky.